# تیم ملی بسکتبال بنین
تیم ملی بسکتبال بنین ، نماینده بنین در مسابقات بین‌المللی بسکتبال است. این فدراسیون توسط فدراسیون بسکتبال این کشور اداره می شود. 